# 馬塞洛·加佐拉
馬塞洛·加佐拉（義大利語：Marcello Gazzola；1985年4月3日—）是一位意大利足球運動員，在場上的位置是後衛。他之前也效力過阿斯科利及萨索罗足球俱乐部等球隊。